# Psorophora jamaicensis
Psorophora jamaicensis är en tvåvingeart som först beskrevs av Theobald 1901.  Psorophora jamaicensis ingår i släktet Psorophora och familjen stickmyggor. Inga underarter finns listade i Catalogue of Life.